# Пам'ятки історії Добропільського району
У Добропільському районі Донецької області на обліку перебуває 54 пам'ятки історії.
| № пп | Охорон. номер | Найменування пам'ятки | Місцезнаходження пам'ятки                                                                       | Рік встановлення | Автор | Рішення               |
| ---- | ------------- | --- | ----------------------------------------------------------------------------------------------- | ---------------- | ----- | --------------------- |
| 1.   | 1942          | Братська могила радянських воїнів Південно-Західного фронту.                                                                        | Святогорівська сел/р, смт Святогорівка, вул. Жовтнева, цвинтар.                                 | 1960 р.          | -     | 19.04.1983 р. № 280р  |
| 2.   | 1027          | Братська могила радянських воїнів Південного і Південно-Західного фронтів.                                                          | Святогорівська сел/р, смт Святогорівка, вул. Зелена, цвинтар.                                   | 1958 р.          | -     | 17.12.1969 р. № 724   |
| 3.   | 990           | Братська могила партизанів громадянської війни.                                                                                     | Святогорівська сел/р, смт Святогорівка, перехрестя вул. Жовтневої та вул. Московської, цвинтар. | 1958 р.          | -     | 17.12.1969 р. № 724   |
| 4.   | 1031          | Братська могила радянських воїнів Південно-Західного фронту.                                                                        | Святогорівська сел/р, смт Святогорівка, перехрестя вул. Колгоспної та вул. Флотської, цвинтар.  | 1958 р.          | -     | 17.12.1969 р. № 724   |
| 5.   | 1026          | Братська могила радянських воїнів Південно-Західного фронту.                                                                        | Святогорівська сел/р, смт Святогорівка, південно-східна околиця.                                | 1958 р.          | -     | 17.12.1969 р. № 724   |
| 6.   | 1025          | Братська могила радянських воїнів Південно-Західного фронту.                                                                        | Святогорівська сел/р, смт Святогорівка, вул. Степова, цвинтар.                                  | 1960 р.          | -     | 19.04.1983 р. № 280р  |
| 7.   | 1943          | Могила Пономарьова С. Н., радянського воїна.                                                                                        | Святогорівська сел/р, смт Святогорівка, цвинтар.                                                | 1972 р.          | -     | 19.04.1983 р. № 280р  |
| 8.   | 1028          | Братська могила радянських воїнів Південно-Західного фронту.                                                                        | Святогорівська сел/р, с. Вірівка, біля клубу.                                                   | 1958 р.          | -     | 17.12.1969 р. № 724   |
| 9.   | 1029          | Братська могила радянських воїнів Південно-Західного фронту.                                                                        | Святогорівська сел/р, с. Нововікторівка, вул. Радянська, південна околиця.                      | 1958 р.          | -     | 17.12.1969 р. № 724   |
| 10.  | 1030          | Братська могила радянських воїнів Південно-Західного фронту.                                                                        | Святогорівська сел/р, с. Новоукраїнка, цвинтар.                                                 | 1958 р.          | -     | 17.12.1969 р. № 724   |
| 11.  | 994           | Братська могила радянських воїнів Південного і Південно-Західного фронтів.                                                          | Ганнівська с/р, с. Ганнівка, біля траси Добровілля-Ганнівка.                                    | 1958 р.          | -     | 17.12.1969 р. № 724   |
| 12.  | 992           | Братська могила радянських воїнів Південно-Західного фронту.                                                                        | Ганнівська с/р, с. Ганнівка, цвинтар.                                                           | 1958 р.          | -     | 17.12.1969 р. № 724   |
| 13.  | 993           | Братська могила радянських воїнів Південно-Західного фронту.                                                                        | Ганнівська с/р, с. Рубіжне, біля клубу.                                                         | 1955 р.          | -     | 17.12.1969 р. № 724   |
| 14.  | 996           | Братська могила радянських воїнів Південного і Південно-Західного фронтів.                                                          | Добропільська с/р, с. Добропілля, біля клубу.                                                   | 1958 р.          | -     | 17.12.1969 р. № 724   |
| 15.  | 1001          | Братська могила радянських воїнів Південного і Південно-Західного фронтів.                                                          | Добропільська с/р, с. Добропілля, вул. Радянська, цвинтар.                                      | 1958 р.          | -     | 17.12.1969 р. № 724   |
| 16.  | 999           | Братська могила радянських воїнів Південного і Південно-Західного фронтів.                                                          | Добропільська с/р, с. Новогришине, південно-східна околиця.                                     | 1958 р.          | -     | 17.12.1969 р. № 724   |
| 17.  | 991           | Могила Точеного В. А., учасника Великої Жовтневої соціалістичної революції.                                                         | Золотоколодязька с/р, с. Золотий Колодязь, вул. Леніна, біля сільради.                          | 1923 р.          | -     | 17.12.1969 р. № 724   |
| 18.  | 1007          | Братська могила радянських воїнів Південного фронту.                                                                                | Золотоколодязька с/р, с. Золотий Колодязь, вул. Точеного.                                       | 1958 р.          | -     | 17.12.1969 р. № 724   |
| 19.  | 1002          | Братська могила радянських воїнів Південно-Західного фронту.                                                                        | Золотоколодязька с/р, с. Веселе, перехрестя вул. Ленінградської та пров. Задонського, цвинтар.  | 1958 р.          | -     | 17.12.1969 р. № 724   |
| 20.  | 1003          | Братська могила радянських воїнів Південно-Західного фронту.                                                                        | Золотоколодязька с/р, с. Грузьке, цвинтар.                                                      | 1958 р.          | -     | 17.12.1969 р. № 724   |
| 21.  | 1006          | Братська могила радянських воїнів Південного і Південно-Західного фронтів.                                                          | Золотоколодязька с/р, с. Лідіне, вул. Радянська, біля школи.                                    | 1960 р.          | -     | 17.12.1969 р. № 724   |
| 22.  | 1004          | Братська могила радянських воїнів Південно-Західного фронту.                                                                        | Золотоколодязька с/р, с. Мар'ївка, центр.                                                       | 1958 р.          | -     | 17.12.1969 р. № 724   |
| 23.  | 1005          | Братська могила радянських воїнів Південного і Південно-Західного фронтів.                                                          | Золотоколодязька с/р, с. Новотроїцьке, вул. Першотравнева, центр.                               | 1960 р.          | -     | 17.12.1969 р. № 724   |
| 24.  | 989           | Братська могила партизанів громадянської війни.                                                                                     | Криворізька с/р, с. Криворіжжя, вул. Колгоспна, цвинтар.                                        | 1020 р.          | -     | 17.12.1969 р. № 724   |
| 25.  | 1010          | Братська могила радянських воїнів Південного фронту.                                                                                | Криворізька с/р, с. Криворіжжя, вул. Лермонтова, сквер.                                         | 1958 р.          | -     | 17.12.1969 р. № 724   |
| 26.  | 1009          | Братська могила радянських воїнів Південного фронту.                                                                                | Криворізька с/р, с. Криворіжжя, перехрестя вул. Степової та вул. К.Маркса, цвинтар.             | 1958 р.          | -     | 17.12.1969 р. № 724   |
| 27.  | 1041          | Пам'ятник Трудової Слави. | Криворізька с/р, с. Криворіжжя, вул. Центральна, біля клубу.                                    | 1970 р.          | -     | 17.12.1969 р. № 724   |
| 28.  | 1015          | Братська могила радянських воїнів Південного фронту.                                                                                | Криворізька с/р, с. Завидо-Борзенка, вул. Шкільна, біля клубу.                                  | 1958 р.          | -     | 17.12.1969 р. № 724   |
| 29.  | 1008          | Братська могила радянських воїнів Південного і Південно-Західного фронтів.                                                          | Криворізька с/р, с. Завидо-Кудашеве, цвинтар.                                                   | 1961 р.          | -     | 17.12.1969 р. № 724   |
| 30.  | 1012          | Братська могила радянських воїнів Південного фронту.                                                                                | Криворізька с/р, с. Зелене, цвинтар.                                                            | 1958 р.          | -     | 17.12.1969 р. № 724   |
| 31.  | 1013          | Братська могила радянських воїнів Південного фронту.                                                                                | Криворізька с/р, с. Новокриворіжжя, вул. Першотравнева, сквер.                                  | 1958 р.          | -     | 17.12.1969 р. № 724   |
| 32.  | 1011          | Братська могила радянських воїнів Південного фронту.                                                                                | Криворізька с/р, с. Новофедорівка, цвинтар.                                                     | 1961 р.          | -     | 17.12.1969 р. № 724   |
| 33.  | 1021          | Братська могила радянських воїнів Південно-Західного фронту.                                                                        | Никанорівська с/р, с. Никанорівка, центр села.                                                  | 1958 р.          | -     | 17.12.1969 р. № 724   |
| 34.  | 1020          | Братська могила радянських воїнів Південно-Західного фронту.                                                                        | Никанорівська с/р, с-ще Дорожне, вул. Жовтнева, сквер.                                          | 1958 р.          | -     | 17.12.1969 р. № 724   |
| 35.  | 1019          | Братська могила радянських воїнів Південного і Південно-Західного фронтів.                                                          | Никанорівська с/р, с. Рози Люксембург, біля клубу.                                              | 1958 р.          | -     | 17.12.1969 р. № 724   |
| 36.  | 1017          | Братська могила радянських воїнів Південного фронту.                                                                                | Нововодянська с/р, с. Нововодяне, біля клубу, східна околиця.                                   | 1958 р.          | -     | 17.12.1969 р. № 724   |
| 37.  | 1018          | Братська могила радянських воїнів Південного і Південно-Західного фронтів.                                                          | Нововодянська с/р, с. Благодать, вул. Степова, позаду ставу.                                    | 1958 р.          | -     | 17.12.1969 р. № 724   |
| 38.  | 1016          | Братська могила радянських воїнів Південного і Південно-Західного фронтів.                                                          | Нововодянська с/р, с. Первомайське, центр, біля сільради.                                       | 1958 р.          | -     | 17.12.1969 р. № 724   |
| 39.  | 1022          | Братська могила радянських воїнів та пам'ятник односельчанам.                                                                       | Новоторецька с/р, с. Новоторецьке, вул. Леніна, біля клубу.                                     | 1958 р.          | -     | 17.12.1969 р. № 724   |
| 40.  | 1024          | Могила Денисенка М. П., голови Шаховського волвиконкому. Братська могила радянських воїнів Південного і Південно-Західного фронтів. | Октябрська с/р, с. Октябрське, вул. Леніна, цвинтар.                                            | 1958 р.          | -     |                       |
| 41.  | 1023          | Могила Лобанова І. Ф., радянського воїна, сержанта.                                                                                 | Октябрська с/р, с. Торецьке, вул. Щорса, цвинтар.                                               | 1958 р.          | -     | 17.12.1969 р. № 724   |
| 42.  | 998           | Братська могила радянських воїнів Південно-Західного фронту.                                                                        | Світлівська с/р, с-ще Красноярське, вул. Центральна, біля клубу                                 | 1958 р.          | -     | 17.12.1969 р. № 724   |
| 43.  | 1000          | Братська могила радянських воїнів Південно-Західного фронту.                                                                        | Світлівська с/р, с-ще Новий Донбас, вул. Леніна, біля клубу.                                    | 1958 р.          | -     | 17.12.1969 р. № 724   |
| 44.  | 997           | Братська могила радянських воїнів Південно-Західного фронту.                                                                        | Світлівська с/р, с-ще Шевченко, цвинтар, біля ставу.                                            | 1958 р.          | -     | 17.12.1969 р. № 724   |
| 45.  | 1033          | Братська могила радянських воїнів Південно-Західного фронту.                                                                        | Шилівська с/р, с. Шилівка, вул. Шкільна, біля школи.                                            | 1958 р.          | -     | 17.12.1969 р. № 724   |
| 46.  | 1034          | Братська могила радянських воїнів Південно-Західного фронту.                                                                        | Шилівська с/р, с. Гуліве, вул. Щорса, цвинтар.                                                  | 1958 р.          | -     | 17.12.1969 р. № 724   |
| 47.  | 1036          | Могила Астахова В. П., льотчика-винищувача.                                                                                         | Шилівська с/р, с. Кам'янка, вул. Астахова, біля клубу.                                          | 1967 р.          | -     | 17.12.1969 р. № 724   |
| 48.  | 1035          | Братська могила радянських воїнів і військовополонених.                                                                             | Шилівська с/р, с. Кам'янка, вул. Маяковського, біля школи.                                      | 1958 р.          | -     | 17.12.1969 р. № 724   |
| 49.  | 1032          | Братська могила радянських воїнів Південного і Південно-Західного фронтів.                                                          | Шилівська с/р, с. Леніна, вул. Перемоги біля клубу.                                             | 1958 р.          | -     | 17.12.1969 р. № 724   |
| 50.  | 1040          | Пам'ятник воїнам-односельчанам, які загинули в роки громадянської та Великої Вітчизняної війн.                                      | Святогорівська сел/р, смт Святогорівка, вул. Першотравнева, біля сільради.                      | 1965 р.          | -     | 17.12.1969 р. № 724   |
| 51.  | 1037          | Пам'ятник воїнам-односельчанам, які загинули в роки громадянської та ВВв                                                            | Добропільський р-н. Золотоколодязька с/р, с. Золотий Колодязь, вул. Леніна, біля сільради.      | 1967 р.          | -     | 17.12.1969 р. № 724   |
| 52.  | 2187          | Пам'ятник воїнам-землякам. | Криворізька с/р, с. Криворіжжя, вул. Радянська.                                                 | 1972 р.          | -     | 22.07.1987 р. № 338-р |
| 53.  | 1039          | Пам'ятник воїнам-односельчанам. | Октябрська с/р, с. Торецьке, вул. Центральна,                                                   | 1967 р.          | -     | 17.12.1969 р. № 724   |
| 54.  | 995           | Пам'ятник воїнам-односельчанам. | Світлівська с/р, с-ще Світле,                                                                   | 1950 р.          | -     | 17.12.1969 р. № 724   |
|      |               | |                                                                                                 |                  |       |                       |